# Савлак II
Савлак II (*кін. III ст. до н.е.—бл. 190 до н. е.) — цар Колхіди.

## Життєпис
Походив з Першої колхідської держави. Ймовірно був нащадком царя Куджи. Тривалий час вважалося, що він панував у III ст. до н. е. Втім нумізматичний аналіз довів належність цього царя до II ст. до н. е. Десь став панувати десь у 210/205 роках до н.е. Натепер вважається, що Савлаку передував цар Аку, а не навпаки.
Насамперед Савлак II відомий завдяки знайденим 8 монет-«колхідок». Час їх карбування відносили до правління боспорського узурпатора Савмака. Також про царя Савлака згадує Пліній Старший, який називає його нащадком Еета. За свідченням Плінія розробляв золоті та срібні копальні. Напевне, цим сприяв наповненню царської скарбниці, чим зміг посилити свою владу.
Дата смерті Савлака II невідомо, десь у 195/190 роках до н. е. Наступним царем став Аку II.